# Alinne Moraes
Alinne Moraes est une actrice brésilienne née le 22 décembre 1982 à Sorocaba.

## Filmographie

### Actrice

#### Cinéma
- 2011 : Heleno : Silvia
- 2011 : O Homem do Futuro : Helena

#### Télévision
- 2003 : Mulheres Apaixonadas : Clara Rezende
- 2004 : Au cœur du péché : Moa
- 2005-2006 : Bang Bang : Penny Lane
- 2007-2008 : Duas Caras : Sílvia
- 2009-2010 : Sauvée par l'amour : Luciana Ribeiro